# Вибори до Європейського парламенту в Болгарії 2014
Вибори до Європейського парламенту в Болгарії відбулись 25 травня 2014. Було обрано болгарську делегацію в Європарламенті із 17 депутатів.
У порівнянні з попередніми європейськими виборами 2009 болгарська делегація не змінилась та зберегла 17 місць в результаті підписання Лісабонського договору в грудні 2009 року, за умовами якого загальну кількість місць Європарламенту обмежено 751 депутатом.

## Результати
- Громадяни за європейський розвиток Болгарії (ЄНП) — 30,40
- Коаліція за Болгарію (ПЄС) — 18,94
- Рух за права і свободи (АЛДЄ) — 17,26
- Болгарія без цензури — 10.66
- Реформаторський блок (ЄНП) — 6,45%